# Obtectodiscus nectrioides
Obtectodiscus nectrioides är en svampart som beskrevs av Samuels & Rogerson 1986. Obtectodiscus nectrioides ingår i släktet Obtectodiscus, ordningen disksvampar, klassen Leotiomycetes, divisionen sporsäcksvampar och riket svampar.   Inga underarter finns listade i Catalogue of Life.